# تنبيغ (علم النبات)

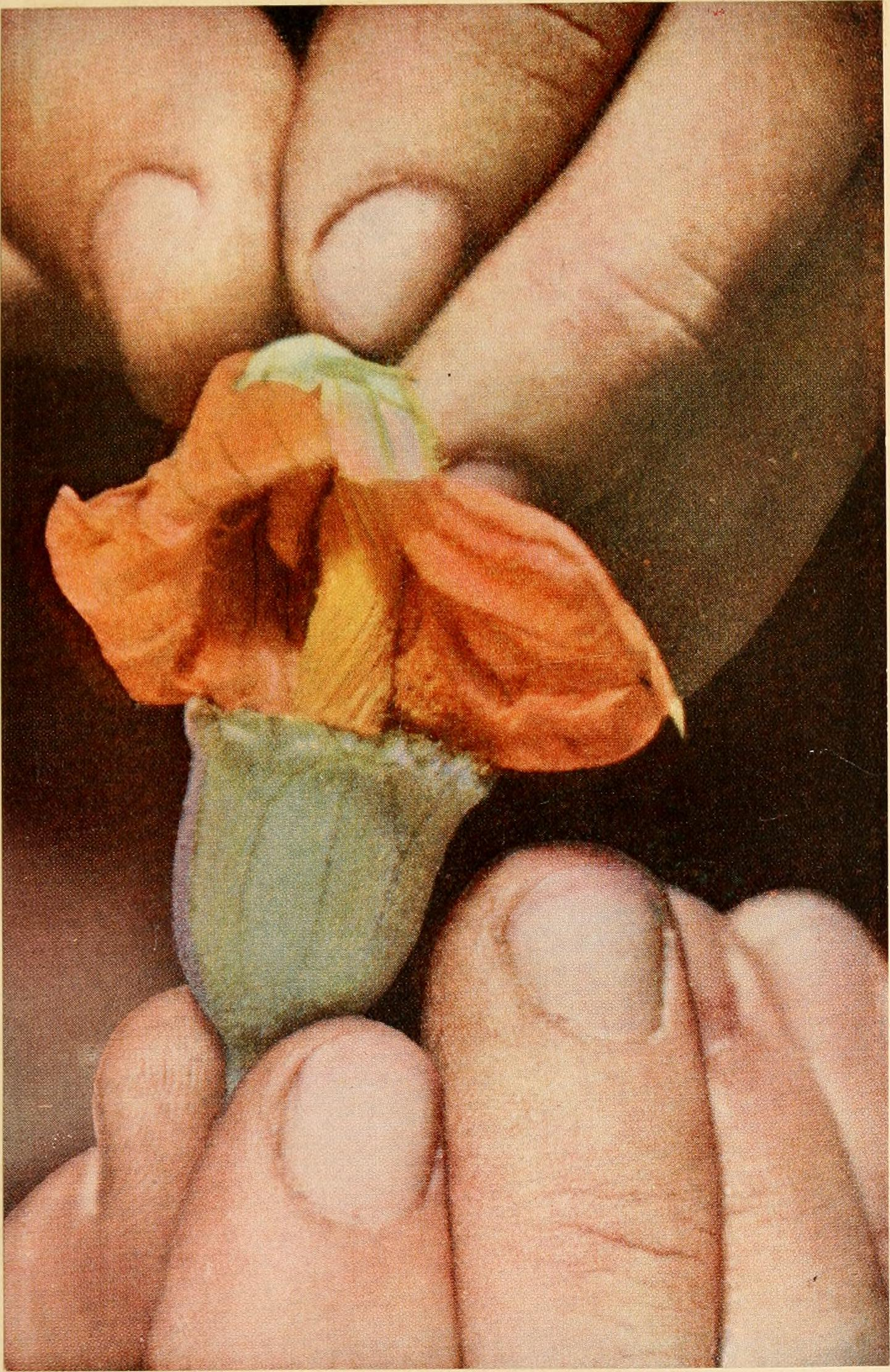
التلقيح اليدوي لأزهار القرع

التَّنْبِيغ أو الجَبّ أو الجِبَاب أو التلقيح اليدوي[بحاجة لمصدر] هو تعفير الأزهار الأنثوية بجدرات ولِيَع الأزهار الذكرية. وهي عملية منتشرة الاستعمال بالنخل وبغيره من النباتات الثنائية المسكن أو الضعيفة الإخصاب الطبيعي. ويُقال زمن الجِبَاب ويُعنَى به زمن تأبير النخل.

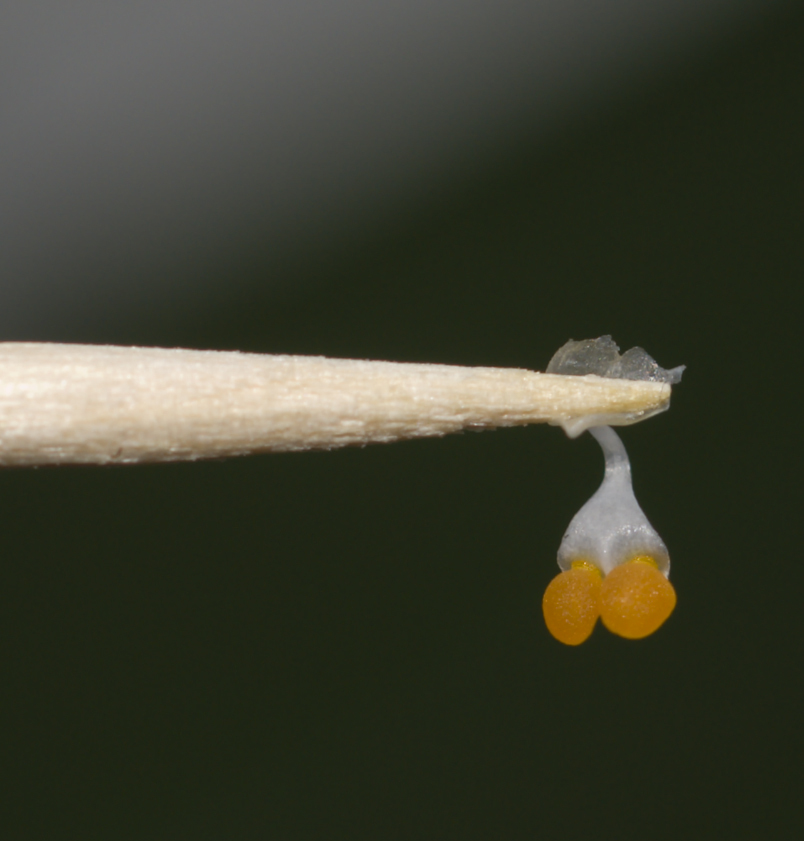
حبوب اللقاح (برتقالي) زهرة الأُركيد تُعلَّق على عود أسنان بمادة اللزجة لجب زهرة أخرى.